# 陳翔鳳
陳翔鳳（？—？），四川順慶府鄰水縣人，貢士出身，崇禎十四年左右任南直隸五河縣知縣。崇禎十四年，革左逆賊侵犯固鎮，離五河縣百里，士民都登上船躲避敌寇，陳翔鳳及練總許曉以鄉兵數百人守空城，被鳳督朱大典劾罪。